# Bartmannskrug

Bartmannskrug

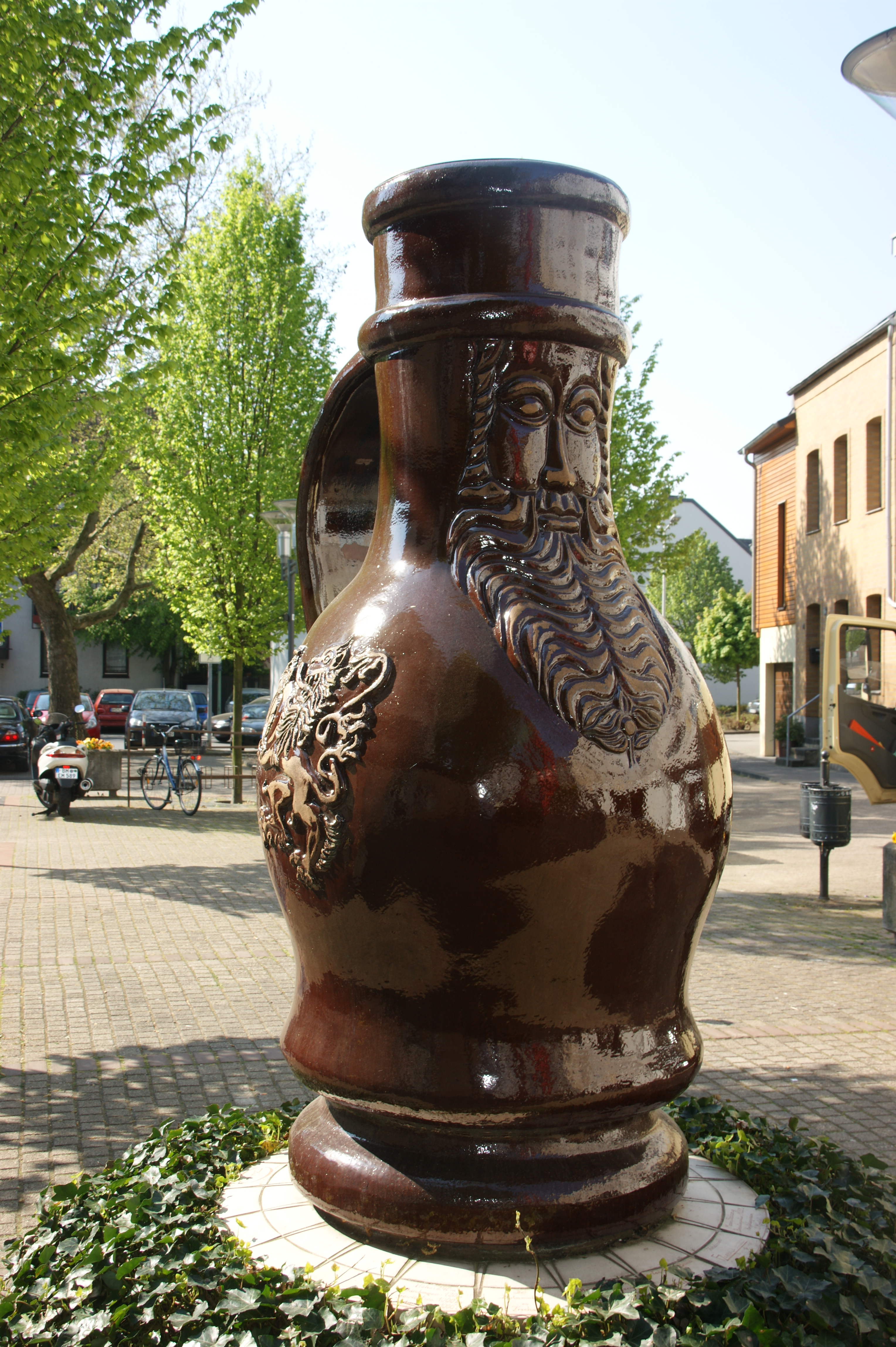
Weltgrößter Bartmannskrug

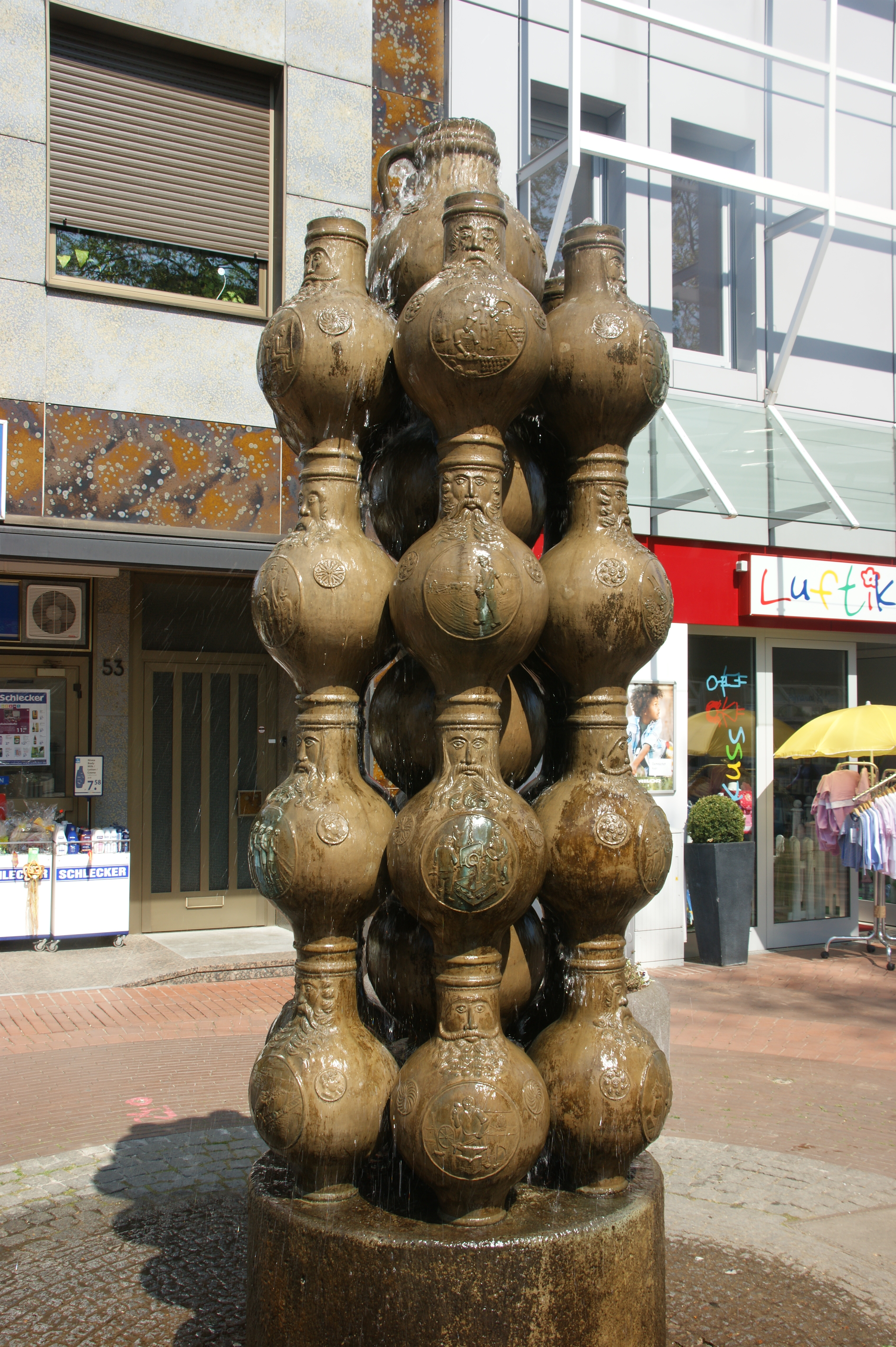
Bartmannsbrunnen in Frechen von Olaf Höhnen

Ein Bartmannskrug ist ein bauchiges, braun glasiertes Tongefäß, an dessen Hals sich das namengebende Relief eines bärtigen, männlichen Gesichts befindet.

## Herstellung und Verkauf

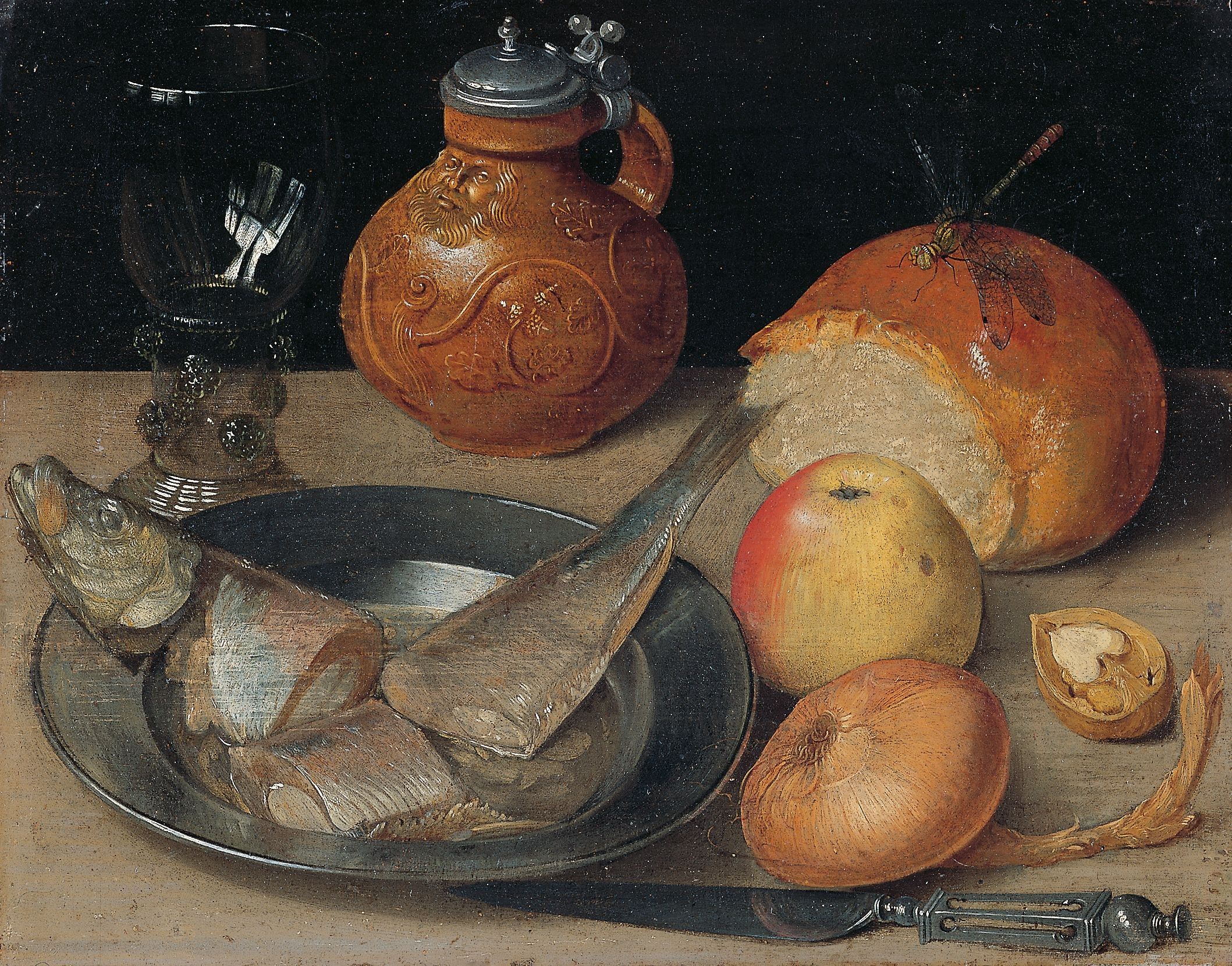
Georg Flegel: Stillleben mit Hering und Bartmannskrug

Wappen von Frechen mit Bartmannskrug

Bartmannskrüge wurden vom 16. bis zum 18. Jahrhundert in großen Stückzahlen hergestellt und bestehen meist aus Rheinischem Steinzeug. Die Produktion begann um 1520/30 in Köln und wurde bald darauf vor allem in Frechen bei Köln betrieben.
In Bardowick wurde ein unglasierter Bartmannskrug des 13. bis 14. Jahrhunderts gefunden. In Potsdam wurden bei Ausgrabungen Bartmannskrüge aus Waldenburger Steinzeug gefunden, die auf das 14.–15. Jahrhundert datiert werden.
Der Bartmannskrug war über einen langen Zeitraum außerordentlich populär und wurde für den regionalen Absatz sowie für den überregionalen Markt produziert. Besonders die große Nachfrage in England und Holland ließ ihn zu einem wichtigen Exportartikel werden. Dort wurden sie Greybeards oder Bellarmines genannt; letztere Bezeichnung leitet sich von dem seinerzeit bekannten und in England verhassten Kardinal Bellarmino ab. Noch im 20. Jahrhundert wurden von den Bauern im Bremer Umland (undekorierte) Henkelflaschen aus Ton, in denen man Kaffee mit zur Feldarbeit nahm, „Baartmann“ genannt, obwohl auf ihnen schon längst keine Bartmaske mehr als Dekoration angebracht war.

## Bedeutung der Bartmaske
Ob die maskenartige Darstellung des Gesichts einen in Vergessenheit geratenen Symbolgehalt hat, konnte bislang nicht beantwortet werden. Es existieren verschiedene Deutungen, denen zufolge die bärtigen Gesichter unter anderem Gottvater darstellten, als Apotropaion magischen Zwecken dienten, oder den Besitzer oder Benutzer des Kruges repräsentieren und durch Betrachtung zur Selbstreflexion anregen sollten. Demgegenüber wird von anderen Historikern die Ansicht vertreten, dass die Gesichtsdarstellungen keine besondere Bedeutung hatten, sondern ausschließlich dekorativen Zwecken dienten, da maskenähnliche bärtige Gesichter in der Renaissance als Schmuckelemente auch ohne jede Symbolik dem Zeitgeschmack entsprachen und dementsprechend häufig verwendet wurden.

## Literarisches
Eine literarische Arabeske zum Bartmannskrug gibt Ernst Bloch in seinem einflussreichen Frühwerk „Geist der Utopie“. Der Krug gerät hier zu einer Allegorie auf die Kunst bzw. noch weiter auf einen Stil philosophischen Denkens, das den Dingen gerecht werden möchte:
„Doch wer ihn liebt, der erkennt, wie oberflächlich die kostbaren Krüge sind, und er zieht das braune, ungeschlachte Gerät, fast ohne Hals, mit wildem Männergesicht und einem bedeutenden schneckenartigen, sonnenhaften Zeichen der Wölbung, diesen Brüdern vor.“
Theodor W. Adorno diskutiert diesen Text in seiner autobiographischen Miniatur „Henkel, Krug und frühe Erfahrung“ im Kontrast zu Georg Simmels Ausführungen über eine antike Vase. Bedenkenswert sind in diesem Kontext weiters Martin Heideggers Reflexionen über „Das Ding“, die zum Beispiel eben einen solchen Krug sich erkiesen.